# Palau CEC
El Palau CEC (en romanès: Palatul CEC), a Bucarest, Romania, construïda entre el 8 de juny de 1897 i 1900 i situada a Calea Victoriei davant del Museu Nacional d’Història de Romania, és la seu central del CEC Bank.

## Història
Abans de la construcció del palau, la ubicació era ocupada per les ruïnes d’un monestir (Sant Joan el Gran) i una fonda contigua. L'església del segle XVI va ser reformada per Constantin Brâncoveanu entre el 1702 i el 1703, però posteriorment es va deteriorar i va ser enderrocada el 1875.
El palau es va construir com a nova seu del banc més antic de Romania, la institució pública d’estalvi Casa de Depuneri, Consemnațiuni și Economie, més tard coneguda com a CEC (en romanès: Casa de Economii și Consemnațiuni), i actualment CEC Bank. Es va comprar el terreny i es va construir l'edifici amb fons propis de la institució. Les obres van començar el 8 de juny de 1897 i es van acabar el 1900. El projecte va ser dissenyat per l'arquitecte Paul Gottereau, llicenciat a l'École nationale supérieure des Beaux-Arts de París; la construcció va ser supervisada per l'arquitecte romanès Ion Socolescu.
El 2009, va ser la seu de les celebracions del 60è aniversari de la princesa hereva Margarida de Romania, i el 2015 també va ser la seu del 25è aniversari de la celebració de la caritat de la princesa heredità Margareta (FPMR).

## Arquitectura
Construït en un estil eclèctic, el palau està rematat per una cúpula de vidre i metall. L'entrada presenta un arc sostingut per dos parells de columnes d’estil compost. Les quatre cantonades estan decorades amb frontons i escuts i acaben en cúpules renaixentistes.

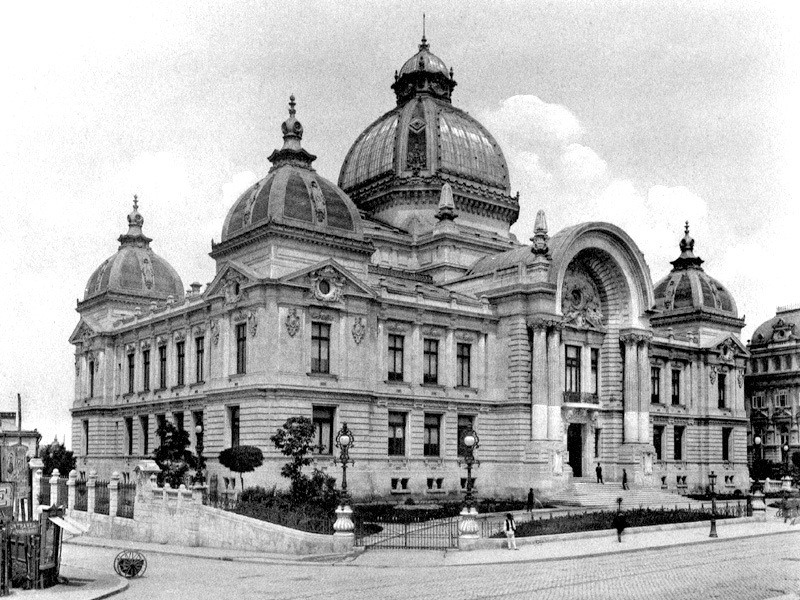
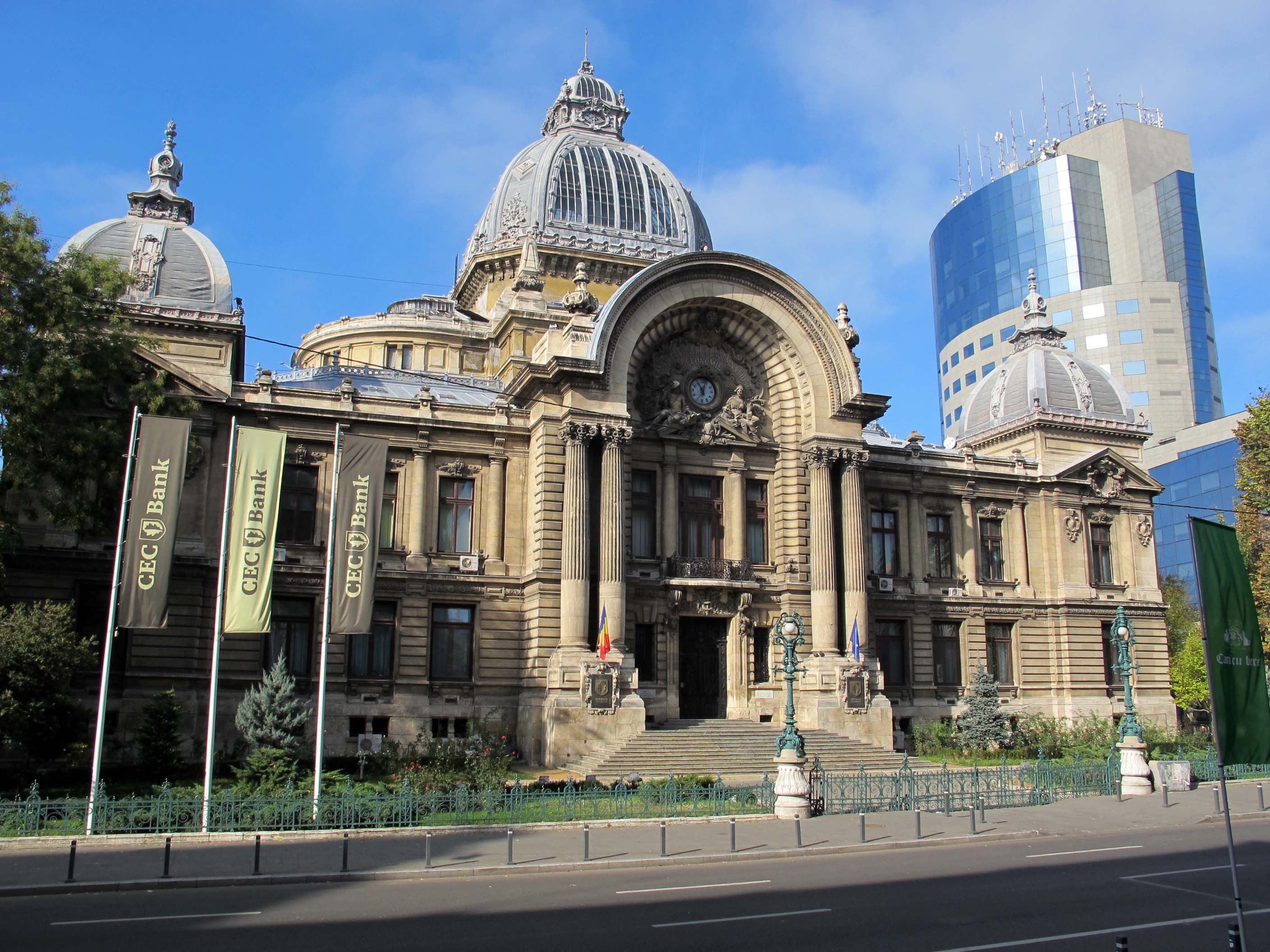
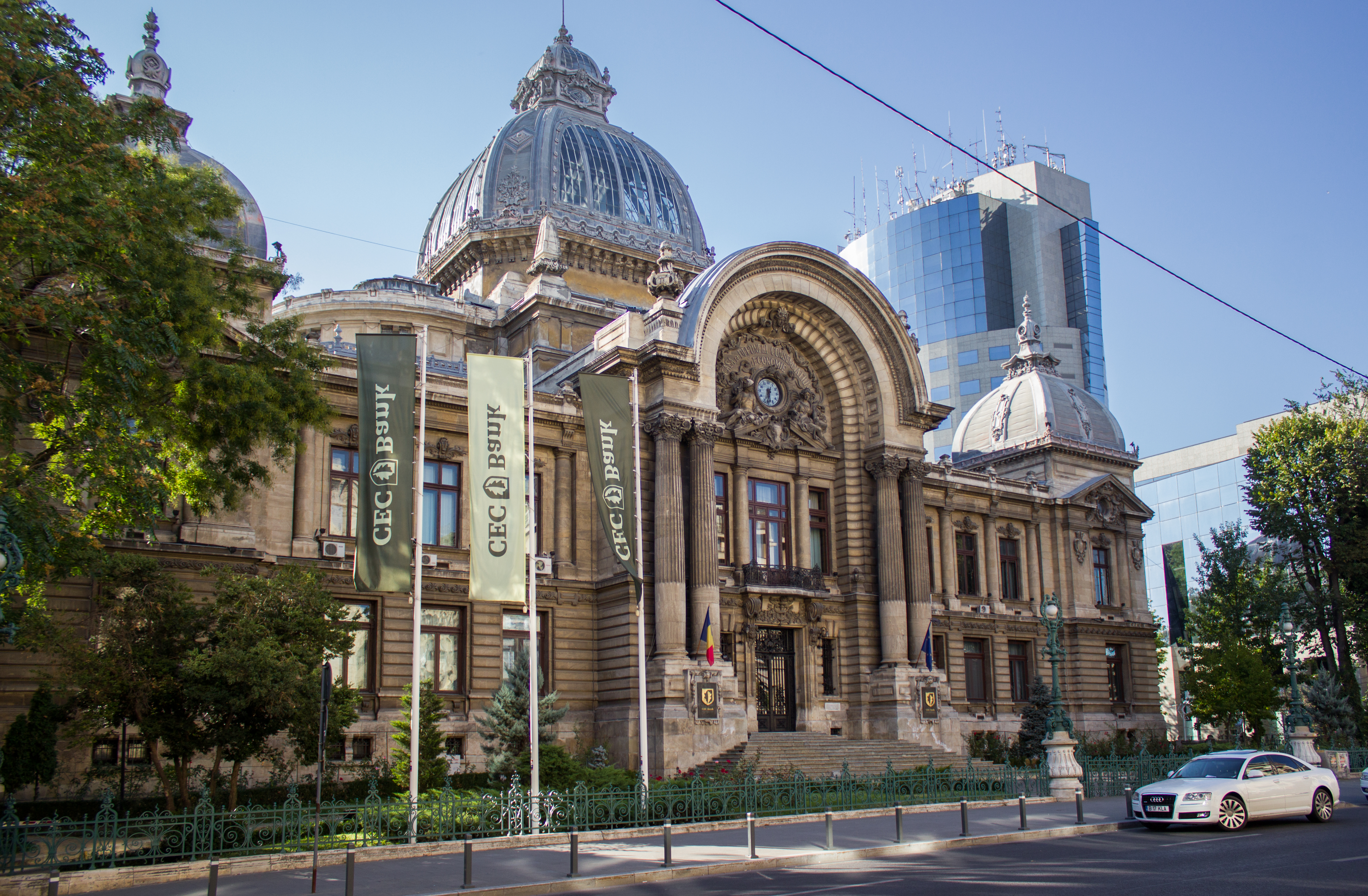